# Tuffi ai campionati mondiali di nuoto 2024 - Trampolino 3 metri femminile
La competizione dei tuffi dal trampolino 3 metri femminile dei campionati mondiali di nuoto 2024 si è svolta l'8 e 9 febbraio 2024 presso il Centro Acquatico Hamad di Doha, in Qatar.
La gara, a cui hanno preso parte 53 tuffatrici provenienti da 35 nazioni, si è svolta in tre turni, in ognuno dei quali l'atleta ha eseguito una serie di cinque tuffi.
La competizione è stata vinta dalla cinese Chang Yani, che ha preceduto sul podio la connazionale Chen Yiwen e la sudcoreana Kim Su-ji.

## Programma
| Data            | Ora   | Turno       |
| --------------- | ----- | ----------- |
| 8 febbraio 2023 | 10:02 | Preliminari |
| 8 febbraio 2023 | 10:02 | Semifinale  |
| 9 febbraio 2023 | 18:32 | Finale      |

## Risultati
| Pos.    | Atleta                      | Nazionalità     | Preliminari | Preliminari | Semifinale      | Semifinale      | Finale          | Finale          |
| Pos.    | Atleta                      | Nazionalità     | Punti       | Pos.        | Punti           | Pos.            | Punti           | Pos.            |
| ------- | --------------------------- | --------------- | ----------- | ----------- | --------------- | --------------- | --------------- | --------------- |
| Oro     | Chang Yani                  | Cina            | 290.90      | 4           | 332.25          | 2               | 354.75          | 1               |
| Argento | Chen Yiwen                  | Cina            | 297.75      | 2           | 354.75          | 1               | 336.60          | 2               |
| Bronzo  | Kim Su-ji                   | Corea del Sud   | 257.55      | 15          | 302.10          | 3               | 311.25          | 3               |
| 4       | Maddison Keeney             | Australia       | 304.45      | 1           | 294.80          | 5               | 302.95          | 4               |
| 5       | Sarah Bacon                 | Stati Uniti     | 297.45      | 3           | 273.45          | 11              | 302.65          | 5               |
| 6       | Lena Hentschel              | Germania        | 267.45      | 12          | 282.15          | 9               | 289.95          | 6               |
| 7       | Aranza Vázquez              | Messico         | 283.80      | 5           | 291.40          | 6               | 284.10          | 7               |
| 8       | Grace Reid                  | Regno Unito     | 282.55      | 6           | 283.80          | 7               | 284.00          | 8               |
| 9       | Julia Vincent               | Sudafrica       | 247.80      | 16          | 280.90          | 10              | 279.40          | 9               |
| 10      | Chiara Pellacani            | Italia          | 274.95      | 10          | 302.10          | 3               | 272.05          | 10              |
| 11      | Haruka Enomoto              | Giappone        | 258.50      | 14          | 282.40          | 8               | 265.20          | 11              |
| 12      | Viktoriya Kesar             | Ucraina         | 276.30      | 8           | 262.70          | 12              | 208.25          | 12              |
| 13      | Sayaka Mikami               | Giappone        | 279.45      | 7           | 258.70          | 13              | Non qualificate | Non qualificate |
| 14      | Alysha Koloi                | Australia       | 276.20      | 9           | 252.30          | 14              | Non qualificate | Non qualificate |
| 15      | Saskia Oettinghaus          | Germania        | 268.65      | 11          | 241.35          | 15              | Non qualificate | Non qualificate |
| 16      | Prisis Ruiz                 | Cuba            | 262.35      | 13          | 229.90          | 16              | Non qualificate | Non qualificate |
| 17      | María Papworth              | Spagna          | 246.10      | 18          | 224.90          | 17              | Non qualificate | Non qualificate |
| 18      | Elena Bertocchi             | Italia          | 247.00      | 17          | 194.15          | 18              | Non qualificate | Non qualificate |
| 19      | Helle Tuxen                 | Norvegia        | 246.00      | 19          | Non qualificate | Non qualificate | Non qualificate | Non qualificate |
| 20      | Anisley García              | Cuba            | 245.40      | 20          | Non qualificate | Non qualificate | Non qualificate | Non qualificate |
| 21      | Elizabeth Roussel           | Nuova Zelanda   | 243.00      | 21          | Non qualificate | Non qualificate | Non qualificate | Non qualificate |
| 22      | Alejandra Estudillo         | Messico         | 241.80      | 22          | Non qualificate | Non qualificate | Non qualificate | Non qualificate |
| 23      | Yasmin Harper               | Regno Unito     | 238.80      | 23          | Non qualificate | Non qualificate | Non qualificate | Non qualificate |
| 24      | Nur Dhabitah Sabri          | Malaysia        | 238.15      | 24          | Non qualificate | Non qualificate | Non qualificate | Non qualificate |
| 25      | Pamela Ware                 | Canada          | 238.10      | 25          | Non qualificate | Non qualificate | Non qualificate | Non qualificate |
| 26      | Maha Amer                   | Egitto          | 233.05      | 26          | Non qualificate | Non qualificate | Non qualificate | Non qualificate |
| 27      | Aleksandra Błażowska        | Polonia         | 228.75      | 27          | Non qualificate | Non qualificate | Non qualificate | Non qualificate |
| 28      | Lauren Hallaselkä           | Finlandia       | 228.05      | 28          | Non qualificate | Non qualificate | Non qualificate | Non qualificate |
| 29      | Mia Vallée                  | Canada          | 226.45      | 29          | Non qualificate | Non qualificate | Non qualificate | Non qualificate |
| 30      | Madeline Coquoz             | Svizzera        | 225.90      | 30          | Non qualificate | Non qualificate | Non qualificate | Non qualificate |
| 31      | Gladies Lariesa Garina Haga | Indonesia       | 225.15      | 31          | Non qualificate | Non qualificate | Non qualificate | Non qualificate |
| 32      | Elna Widerström             | Svezia          | 224.55      | 32          | Non qualificate | Non qualificate | Non qualificate | Non qualificate |
| 33      | Michelle Heimberg           | Svizzera        | 224.40      | 33          | Non qualificate | Non qualificate | Non qualificate | Non qualificate |
| 34      | Sude Köprülü                | Turchia         | 222.75      | 34          | Non qualificate | Non qualificate | Non qualificate | Non qualificate |
| 35      | Luana Lira                  | Brasile         | 219.40      | 35          | Non qualificate | Non qualificate | Non qualificate | Non qualificate |
| 36      | Tereza Jelínková            | Rep. Ceca       | 218.95      | 36          | Non qualificate | Non qualificate | Non qualificate | Non qualificate |
| 37      | Ashlee Tan                  | Singapore       | 217.20      | 37          | Non qualificate | Non qualificate | Non qualificate | Non qualificate |
| 38      | Ng Yan Yee                  | Malaysia        | 216.00      | 38          | Non qualificate | Non qualificate | Non qualificate | Non qualificate |
| 39      | Elizabeth Pérez             | Venezuela       | 215.25      | 39          | Non qualificate | Non qualificate | Non qualificate | Non qualificate |
| 40      | Kaja Skrzek                 | Polonia         | 214.70      | 40          | Non qualificate | Non qualificate | Non qualificate | Non qualificate |
| 41      | Lauren Burch                | Porto Rico      | 206.60      | 41          | Non qualificate | Non qualificate | Non qualificate | Non qualificate |
| 42      | Bailey Heydra               | Sudafrica       | 206.40      | 42          | Non qualificate | Non qualificate | Non qualificate | Non qualificate |
| 43      | Kwon Ha-lim                 | Corea del Sud   | 204.95      | 43          | Non qualificate | Non qualificate | Non qualificate | Non qualificate |
| 44      | Clare Cryan                 | Irlanda         | 199.05      | 44          | Non qualificate | Non qualificate | Non qualificate | Non qualificate |
| 45      | Estilla Mosena              | Ungheria        | 194.80      | 45          | Non qualificate | Non qualificate | Non qualificate | Non qualificate |
| 46      | Rocío Velázquez             | Spagna          | 193.35      | 46          | Non qualificate | Non qualificate | Non qualificate | Non qualificate |
| 47      | Anna Santos                 | Brasile         | 192.00      | 47          | Non qualificate | Non qualificate | Non qualificate | Non qualificate |
| 48      | Victoria Garza              | Rep. Dominicana | 185.00      | 48          | Non qualificate | Non qualificate | Non qualificate | Non qualificate |
| 49      | Naïs Gillet                 | Francia         | 182.80      | 49          | Non qualificate | Non qualificate | Non qualificate | Non qualificate |
| 50      | Chan Tsz Ming               | Hong Kong       | 174.80      | 50          | Non qualificate | Non qualificate | Non qualificate | Non qualificate |
| 51      | Ivana Medková               | Rep. Ceca       | 136.20      | 51          | Non qualificate | Non qualificate | Non qualificate | Non qualificate |
| 52      | Palak Sharma                | India           | 127.25      | 52          | Non qualificate | Non qualificate | Non qualificate | Non qualificate |
| dnf     | Patrícia Kun                | Ungheria        | dnf         | dnf         | Non qualificate | Non qualificate | Non qualificate | Non qualificate |